# Gibson Amphitheatre
Het Gibson Amphitheatre was een overdekt amfitheater in het themapark Universal Studios Hollywood in de Verenigde Staten. Aan het begin was het theater niet overdekt: de musical Jesus Christ Superstar werd in 1972 tot de winter gespeeld, omdat het daarna te koud werd.
In 1982 werd er een dak op het theater geïnstalleerd om zo ook de akoestiek te verbeteren. Tot 2005 stond het theater bekend als het  Universal Amphitheatre. Van 2007 tot 2012 werden hier de MTV Movie Awards gehouden. Sinds 2001 worden hier ook de Teen Choice Awards uitgereikt.
Op 6 december 2011 werd bekend dat het Gibson Amphitheatre zou sluiten. Het laatste concert was op 6 september 2013 en werd gegeven door Pepe Aguilar. Op 25 september 2013 werd het amfitheater afgebroken om ruimte te maken voor de Wizarding World of Harry Potter.

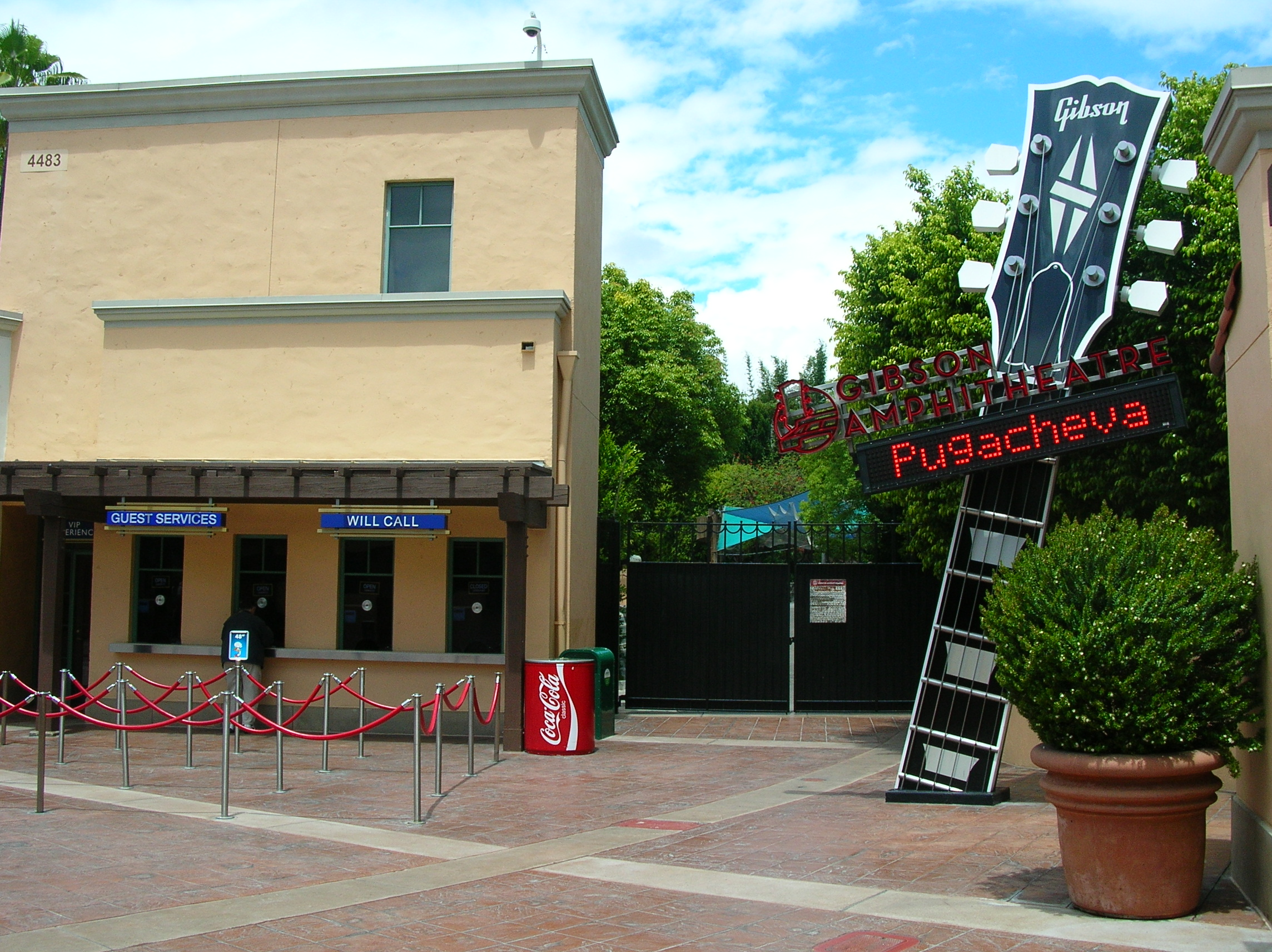
Ingang en kaartverkoop van het gebouw
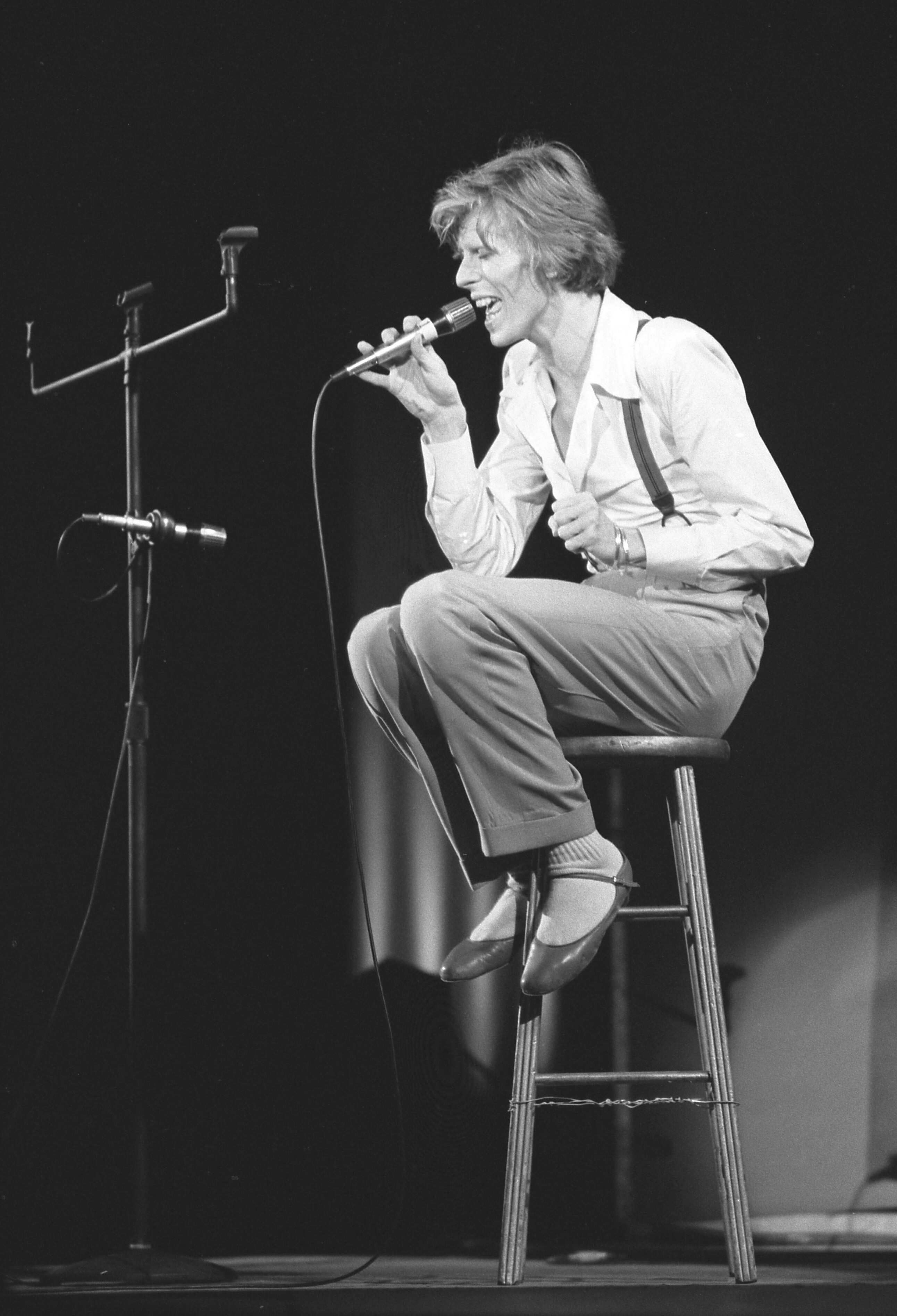
David Bowie zittend tijdens een optreden in 1974